# 伊爾里弗鎮區 (印地安納州亨德里克斯縣)
伊爾里弗鎮區（英語：Eel River Township）是位於美國印地安納州亨德里克斯縣的一個行政鎮區。

## 地方資料
根據2010年美國人口普查的數據，伊爾里弗鎮區的面積為110.18平方千米，當中陸地面積為110.18平方千米，而水域面積為0.00平方千米。當地共有人口1662人，而人口密度為每平方千米15.08人。